# Снягово (Бургаська область)
Сня́гово (болг. Снягово) — село в Бургаській області Болгарії. Входить до складу общини Руєн.

## Населення
За даними перепису населення 2011 року у селі проживали 1106 осіб.
Національний склад населення села:
| Національність   | Кількість осіб | Відсоток |
| ---------------- | -------------- | -------- |
| турки            | 966            | 98,2%    |
| болгари          | 17             | 1,7%     |
| цигани           | 0              | 0%       |
| Всього відповіли | 984            |          |

Розподіл населення за віком у 2011 році:
Динаміка населення: